# 佐倉市立山王小学校
佐倉市立山王小学校（さくらしりつ さんのうしょうがっこう）は、千葉県佐倉市山王にある公立小学校。

## 概要
- 山王地区の宅地開発に伴う人口増加などで、佐倉市立根郷小学校の過大規模校化を避けるため、根郷小学校より分離、新設した学校である。

## 沿革
- 1989年（平成元年）
  - 4月1日 - 設立開校。
  - 4月5日 - 開校式挙行。
  - 6月12日 - 校章制定。
  - 8月19日 - プール完成。
  - 11月1日 - 第5学年学級編成替え（学級数11）。
- 1990年（平成2年）
  - 2月9日 - 校歌制定。
  - 2月28日 - PTA設立。
  - 9月1日 - 第2学年学級編成替え（学級数14）。
  - 時期不明 - 飼育小屋完成。
- 1992年（平成4年）3月9日 - 校舎増築給食室新設。
- 1993年（平成5年）度 - 学校の木「タイサンボク」制定。
- 1995年（平成7年）度 - 観察池完成。防災倉庫設置。
- 1996年（平成8年）度 - 体育館2階の学校開放開始、校長室・職員室・事務室の空調設備整備。
- 1998年（平成10年）度 - 創立10周年記念行事開催。校庭管理人詰所設置。
- 2008年（平成20年）度 - 特別支援学級開設。創立20周年記念式典挙行。
- 2010年（平成22年）度 - 特別支援学級開設。
- 2018年（平成30年）度 - 創立30周年記念式典挙行。
- 2019年（平成31年・令和元年）度 - 教室の空調設備整備、災害用マンホールトイレ設備整備。

## 交通
- 京成バス千葉イースト物井線で、「山王小学校」バス停下車。
- JR総武本線物井駅から、
  - 徒歩約870m・約14分。
  - 上述の「京成バス千葉イースト物井線」に乗車し、「山王小学校」バス停下車。

## 学校周辺
- 千葉敬愛短期大学佐倉キャンパス - 佐倉市道をはさんで、敷地が隣接。
- 広町公園 - 佐倉市道をはさんで、敷地が隣接。
- 佐倉山王郵便局
- また、広町公園以外の公園も広がる。